# Magenta Magenta
Magenta Magenta（マジェンタ マジェンタ）は、SOUL'd OUTの6thシングルである。2004年7月14日に発売された。

## 概要
ラテン調の楽曲。PVはカジノを舞台としている。タイトルは曲のトラックからイメージした色ということでつけられた。Magentaを2回繰り返しているのはそれを強調したくて、響きもいいからである。

## 収録曲
| 全作詞: Diggy-MO', Bro.Hi、全作曲・編曲: Diggy-MO', Shinnosuke。 |                     |                    |                       |      |
| #                                                                | タイトル            | 作詞               | 作曲・編曲            | 時間 |
| 1.                                                               | 「Magenta Magenta」 | Diggy-MO' , Bro.Hi | Diggy-MO', Shinnosuke | 4:11 |
| 2.                                                               | 「Picana」          | Diggy-MO' , Bro.Hi | Diggy-MO', Shinnosuke | 5:07 |
| 合計時間:                                                        | 合計時間:           | 9:18               |                       |      |

## 楽曲解説
1. Magenta Magenta
MVにはジョジョの奇妙な冒険のエイジャの赤石が登場する。
2. Picana
タイトルは「トロピカーナ」の“トロ”を取ったもの[2]。

## 収録アルバム
- To All Tha Dreamers（#1、表記はないがアルバムバージョン）
- Movies&Remixies 2（#1）
- Single Collection（#1）
- Flip Side Collection（#2）

## タイアップ
Magenta Magenta
日本テレビ系「7月怒涛のサッカー中継」イメージ・ソング